# Diary of Dreams
Diary of Dreams (с англ. — «Дневник снов») — немецкая дарквейв-группа. Солист и основатель группы Адриан Хейтс написал и спродюсировал почти все альбомы самостоятельно с минимальной помощью от остальных участников группы, которые больше являются «концертными», нежели «студийными» музыкантами.

## История
Начало музыкальному проекту Diary of Dreams было положено бывшим басистом немецкой готик-рок группы Garden of Delight Адрианом Хейтсом, имеющим музыкальное образование по классу классической гитары и пианино. В конце 80-х он написал классическую гитарную композицию «Tagebuch der Träume» (рус. Дневник снов), которая и легла в основу названия группы. Первый альбом группы Cholymelan был выпущен на лейбле Dion Fortune в 1994 году. Помимо самого Адриана Хейтса в проект входил также гитарист Алистер Кейн.
Ободрённый успехом первого альбома, Адриан открывает свой собственный лейбл Accession Records, на котором впоследствии выпускает все альбомы своей группы, а также подписывает другие группы электронной направленности. Второй альбом группы End of Flowers, выпущенный в 1996 году, расширяет дарквейв-звучание первого. Bird Without Wings вышел год спустя, а Psychoma? с более экспериментальным звучанием вышел в 1998 году. В этом же году в группу пришли двое новых участников Олаф Шанинг и Кристиан Бергхофф.
Первый признак укрепления группы на музыкальном рынке произошёл в 1999 году, когда вышел альбом Moments of Bloom, содержащий в основном обновлённые композиции из предыдущих альбомов, а также переиздание Cholymelan с 4 новыми треками. Также этот год ознаменовался приходом в группу ныне основного студийного клавишника группы Торбена Вендта (солиста группы Diorama), который не всегда присутствует на концертах группы из-за сольной деятельности. Следующие альбомы One of 18 Angels, выпущенный в 2000 году, и Freak Perfume, выпущенный в 2002 году, а также EP Panik Manifesto, выпущенный в 2003, характеризующиеся более электронным звучанием, сделали группу фаворитом танцполов и стали её визитными карточками. Также в 2003 году вышел сборник ремиксов и ранее неизданных треков Dream Collector. В конце 2002 года в качестве основного гитариста к группе присоединился Gaun:A (первое совместное выступление с ним состоялось 3 ноября 2002 года в Москве на фестивале Edge of the Night).
Следующий альбом группы Nigredo (концептуальный альбом, основанный на придуманной группой мифологии, факты которой музыканты отыскивали в древних легендах), сделал небольшой шаг назад к едва различимым концепциям первых альбомов, но сохранил новое, более электронно-танцевальное звучание последних альбомов. Новый мини-альбом Menschfeind продолжил эту концепцию с ещё более электронным звучанием. Живые записи из тура в поддержку этих альбомов были позже выложены в альбоме ALive и DVD Nine in Numbers. Именно с этого тура основным барабанщиком группы стал D.N.S.
Nekrolog 43 был выпущен в 2007 году и стал расширенным продолжением мифологической концепции предыдущего альбома. Альбом был вдохновлён немецким экспрессионизмом начала XX века и его идеями «красоты уродства». По словам Хейтса, «Некролог — это подведение итогов, резюме пройденного». Nekrolog 43 может рассматриваться как в личном аспекте, так и в музыкальном: этот диск венчает предыдущую главу творчества Diary of Dreams, в которую также входят Nigredo и MenschFeind.
Девятый альбом группы (if) больше не поддерживает мифологическую концепцию последних работ, а является очень личным альбомом, основанным на глубоких эмоциональных потрясениях солиста группы. Альбом вышел в пятницу 13 марта 2009 года. На заглавную песню альбома «The Wedding» был снят первый в истории группы видеоклип. 9 октября 2009 года вышли сингл и клип на песню «King of Nowhere».
В 2011 году вышел новый альбом Diary of Dreams под названием Ego:X. Для записи альбома были приглашены: участница проекта Gregorian Амелия Брайтман, сестра Сары Брайтман и известный немецкий актёр дубляжа Мартин Кесслер, чей голос стал голосом лирического героя. В марте 2014 года вышел альбом Elegies in Darkness.

## Дискография

### Студийные альбомы
- 1994: Cholymelan
- 1996: End of Flowers
- 1997: Bird Without Wings
- 1998: Psychoma?
- 2000: One of 18 Angels
- 2002: Freak Perfume
- 2003: PaniK Manifesto (EP)
- 2004: Nigredo
- 2005: MenschFeind (EP)
- 2007: Nekrolog 43
- 2009: (if)
- 2011: Ego:X
- 2014: Elegies In Darkness
- 2015: Grau im Licht
- 2017: hell in Eden
- 2023: Melancholin

### Синглы
- 2001: «O’Brother Sleep»
- 2002: «Amok»
- 2004: «Giftraum»
- 2007: «The Plague»
- 2009: «King of Nowhere»
- 2012: «Echo in Me»
- 2017: «Epicon»
- 2017: «Hiding Rivers»

### Сборники
- 1999: Moments of Bloom
- 2003: Dream Collector
- 2010: A Collection of…
- 2012: Dream Collector II
- 2012: The Anatomy of Silence

### Концертные альбомы
- 2005: Alive
- 2016: reLive

### DVD
- 2006: Nine In Numbers